# Sirène (1754)
Pour les articles homonymes, voir Sirène (homonymie).
La Sirène était une frégate portant 30 canons mise sur cale pendant la vague de construction qui séparait la fin de guerre de Succession d'Autriche (1748) du début de la guerre de Sept Ans (1755). Construite par René-Nicolas Levasseur en 1753 à Brest, elle fut lancée en 1754. Elle fut capturée par la Royal Navy en 1760.

## Carrière
En 1755, ce bâtiment était commandé par le capitaine de Tourville . Comme la guerre menaçait entre la France et l'Angleterre, la Sirène fut armée à Brest pour être intégrée dans la petite escadre (6 vaisseaux et 3 frégates) aux ordres du lieutenant général Macnemara qui devait escorter 18 bâtiments portant des renforts pour le Canada (aux ordres, elle, de Dubois de La Motte). Les ordres de Macnemara étant de prendre le moins de risque possible face aux forces anglaises, il se contenta de faire une croisière sur les côtes avant de rentrer (3 mai-20 mai 1755), laissant Dubois de La Motte terminer seul la mission.

Le 18 mai 1756, la frégate fut mise à contribution avec d'autres navires pour accompagner des renforts pour le Canada (il s'agissait des troupes de Montcalm). La Sirène quitta Brest au début d'avril et arriva à Québec le 11 mai 1756 avec les autres bâtiments.
En 1760, la Sirène fut envoyée aux Antilles. Le 17 octobre, elle escorta un convoi de Cap-François, qui fut repéré par trois vaisseaux britanniques. La veille, le HMS Boreas (en) engagea le combat, mais fut endommagé et forcé de se retirer. Le 18 octobre, le Boreas renouvela son attaque sur la Sirène, qui se rendit avec la perte de 80 hommes et blessés. Elle fut incorporée dans la Royal Navy et garda son nom de Sirène,.